# Siderofor

Structura sideroforului triacetilfuzarinină chelatând fier (III) printr-o structură coordinativă sferică de tip tris(hidroxamat) (culori: roșu = oxigen, gri = carbon, albastru = azot, albastru închis (central) = fier).

Sideroforii (din greacă: „purtător de fier”) sunt compuși chimici de dimensiuni mici, cu mare afinitate, care cheleatază fierul, fiind secretați de microorganisme, cum ar fi bacteriile și ciupercile. Aceștia ajută organismul să acumuleze fier. În prezent, siderforii prezintă o mare varietate de aplicații, prin prisma caracterului foarte puternic de legare a ionului de Fe3+. Fitosideroforii sunt siderofori produși de plante.

## Exemple
Hidroxamați
- Fericrom
- Deferoxamină
- Acid rodotorulic
- Aerobactină

Catecolați
- Enterobactină
- Bacillibactină

Micști
- Azotobactină
- Pioveridină
- Yersiniabactină

Cu aplicații terapeutice este cefiderocol, o cefalosporină.